# Кристина Пизанска
Кристина Пизанска (на френски: Christine de Pizan, Christine de Pisan, Кристин дьо Пизан, родена Cristina da Pizzano, Кристина да Пицано; * 1365 във Венеция, Венецианска република, † ок. 1430 в манастира на Поаси, Кралство Франция), е френска писателка и поетеса от италиански произход.
Поетеса, писателка и философка, тя е призната в Европа за първата френскоговореща професионална писателка и, четири века преди мадам дьо Стал, за първата светска историчка. В своите лирически и повествователни произведения тя черпи вдъхновение от собствения си житейски опит, а не от религиозната или митологичната традиция, както е обичайно по онова време. През 1404 г. пише биографията на френския крал Шарл V, съобщавайки за събития, на които е очевидка, и консултирайки се с библиографски източници.
Начело на Скрипторий, където създава високо ценени книги с миниатюри, Пизанска е много известна и с това, че е започнала т. нар. Querelle des femmes: след като прочита творбите на Джовани Бокачо и на Жан дьо Мьон, в които се защитава идеята за жената – по природа порочно същество, тя дава на кралица Изабела Баварска произведението „Градът на дамите“, в което изброява примери за добродетелни и важни жени в историята на човечеството.

## Биография

### Ранни години
Пизанска е родена във Венеция през 1365 г. като дъщеря на Томазо Бенвенуто да Пицано. Баща ѝ е от Пицано – град близо до Болоня и днешно подселище на градчето Монтеренцио, където притежава земи. Той завършва медицина в Болонския университет, след което работи като доктор и астролог. Мести се във Венеция, където дейността му като астролог му печели отлична репутация, благодарение на която получава покана от краля на Франция Шарл V и от краля на Унгария Лайош I Велики да работи като придворен астролог. След дълги размишления Томазо избира Франция, където се мести през 1369 г. със съпругата и децата си Кристина, Паоло и Агинолфо.
В двора Пизанска получава образованието, давано на младите благороднички и като всички тях много рано е посветена в музиката и поезията. Тя е двуезична, говори и чете италиански, но пише на френски всичките си творби. Знае достатъчно латински, за да има достъп до произведенията на философията, историята, поезията или религията.
Младата девойка израства в стимулиращата и интелектуално оживената дворцова среда: самият Шарл V е основател на Кралската библиотека в Лувъра, до която тя има свободен достъп. По-късно тя я описва като la belle assemblée des notables livres („Красивата колекция от важни книги“), несравнима в Европа по количество и качество на скъпоценни, красиво илюстровани с миниатюри книги. В двора писателката започва да пише лирика, благодарение на което става известна и получава многобройни предложения за брак (макар че, според нея, те са мотивирани от близостта на баща ѝ до краля). Личността на мъдрия крал също я бележи дълбоко.
Пизанска наследява от баща си жаждата за знания. Културен и отворен човек, Томазо е любознателен към тайните на природата и научните писания и желае да задълбочи образованието на интелигентната си дъщеря. Против съвета на по-традиционалистката си съпруга той ѝ дава задълбочено литературно образование, което е рядкост за жените от онова време. Все пак, когато Пизанска говори за своето образование, по-скоро е със съжаление, че то не е било завършено и че не е поискала повече.

### Омъжена жена
Веднага след като навършва 15 години, нейният баща ѝ избира за съпруг 24-годишния Етиен Кастел. Той е от знатно семейство от Пикардия, учен и добродетелен човек, току-що завършил образованието си. Работи в нотариалната служба на краля, която му осигурява редовен доход и поставя началото на добра кариера в служба на суверена. Сватбата се състои в началото на 1380 г. Пизанска често разказва за своето семейно щастие и взаимна любов. Раждат ѝ се една дъщеря и двама сина, единият от които умира млад (между 1396 и 1399 г.).
Според нея животът ѝ претърпява значителна промяна след смъртта на Шарл V през 1380 г. Кончината на защитника на баща ѝ предвещава и края на доброто положение на Томазо в двора. Заплатата му е намалена и изплащана нередовно. Той вероятно умира през 1387 г., на почти 80-годишна възраст, оставяйки семейството в дългове. Съпругът на писателката става пълноправен глава на семейството, но той също умира през 1387 г. в епидемия в Бове, където е част от обкръжението на краля (който също се разболява). Пизанска изразява болката си в много свои стихотворения, най-известното от които е „Сама съм“ (Seulete sui):
| „ | Сама съм и искам да остана сама. / Сама съм, моят сладък приятел ме изостави; аз съм сама, без другар или учител, / аз съм сама, печална и тъжна, Сама съм, изнемогвам от болка, / оставам сама, изгубена като никой друг, сама съм, останала без приятел. / Сама съм, на вратата или на прозореца, аз съм сама, скрита в ъгъла, / аз съм сама, храня се със сълзи, аз съм сама, болезнена или тиха,/ аз съм сама, няма нищо по-тъжно, аз съм сама, заключена в стаята си, / сама съм, останала без приятел сама съм, където и да съм; / аз съм сама, независимо дали тръгвам или оставам, аз съм сама повече от всяко друго същество на земята / аз съм сама, изоставена от всички, аз съм сама, жестоко унизена, / Сама съм, често цялата в сълзи, аз съм сама, вече без другар. Принце, болката ми сега започна: / Сама съм, заплашвана от болката, сама съм, по черна от черното, / сама съм, вече без приятел, изоставена. | “ |

Сама, без защитата на баща си и на краля, с три деца, възрастна майка и племенница, за които да се грижи, Пизанска и семейството ѝ изпадат в немилост при новия крал Шарл VI. На 25 години тя трябва да направи своята символна метаморфоза и написва за себе си „Станах истински мъж“, като обозначава прехода към по-автономен и отговорен живот, което за епохата е изключителен мъжки прерогатив:
| „ | Тогава станах истински мъж и това не е приказка, [мъж], способен да управлява кораби. | “ |

### Вдовица
През Средновековието на вдовицата, която не се е омъжила повторно или не е влязла в манастир, се гледа с подозрение: подозренията за алчност и похот тежат над Пизанска. Животът и заниманията ѝ са променени след смъртта на съпруга ѝ. За първи път преживява депресия, вероятно няколко месеца или година. Този траур е придружен от финансови затруднения. Въпреки това тя решава да не се жени повторно и избира професията на човек на писмената. Работи по реорганизацията на състоянието и активите си, опитвайки се да натрупа достатъчно средства, за да запази социалния си ранг. Това обаче не е достатъчно, защото баща ѝ и съпругът ѝ не ѝ оставят солидно наследство и гарантирани доходи. Пизанска казва, че тези трудни времена продължават цели 14 години, през които се натрупват финансови тревоги, съдебни дела и влошаващо се здраве. Тя говори за своите нещастия в La Mutation de fortune, по-специално за различните съдебни дела и процеси, през които е трябвало да премине, за да защити интересите си. Все пак семейството ѝ не стига до голямото материално бедствие на бедните парижани от онова време. Печалбата от книгите ѝ вероятно ѝ осигурява доход от 100/150 парижки ливри, подобно на онзи, който е имала в семейния си живот. Неоспоримо е обаче, че писателката успява да развие своите управленски умения.
В същото време вкусът ѝ към интелектуалната работа я връща към задълбочените изследвания и тя завършва и разширява първоначалното образование, получено от баща ѝ и съпруга ѝ. Периодът 1390 – 1399 г. е времето на усвояване на писателската професия, когато тя придобива културата и книжния багаж, който всеки сериозен автор трябва да демонстрира.

Самата Пизанска определя срещата си с книгата на Боеций през октомври 1402 г. като началото на своето обръщане към философията и науките. В нейната учебна програма няма нищо традиционно. Тя се интересува предимно от история – дисциплина, която все още не е считана за основна дисциплина в университетското обучение, но същевременно заема голямо място в светската и политическата култура. Така писателката се сдобива с цяла съкровищница от примерни анекдоти, които използва при написването на своите произведения. 
Докато се занимава със съдебни дела и има ценен бизнес като калиграфка (ръководи писателска работилница с майстори-калиграфи, подвързвачи и създатели на миниатюри, специализирани в репродукции на ценни книги), Пизанска създава само за две години „Книгата на стоте балади“ (Le Livre des cent ballades). В нея тя скърби за покойния си съпруг и се справя със своята изолация на жена в един враждебен двор. Произведението жъне голям успех и благодарение на това тя получава протекция и поръчки от известни личности като херцозите Филип II Бургундски и Жан дьо Валоа – братя на покойния Шарл V, и кралицата-консорт Изабела Баварска. Това ѝ позволява да се отдаде изключително на писането и на дейността си на поетеса и интелектуалка, и тя получава признание от личности като Жан Жерсон и Юсташ Дешан. Писателката придобива самочувствие и започва да пише философски, политически, морални и дори военни научни трудове. В същото време тя води борба в полза на жените и по-специално – на тяхното представителство в литературата.
Пизанска написва голям брой произведения, подпомагана от естествената си лекота на писане. В творбите ѝ влизат Le Livre de Corps de Police, в който насърчава принцовете да помагат на вдовиците (препратката към личната ѝ история е ясна), автобиографичната L’Avision-Christine, L'Epistre au Dieu d'Amours, в която осъжда онези, които използват любовта, за да заблуждават и клеветят жените, Le Livre de Trois Vertus – идеално продължение на „Градът на дамите“, в която насърчава жените да бъдат силни и да излязат от сексуалните стереотипи. През 1404 г. пише и биография на крал Шарл V вследствие на средновековната литературна традиция на specula principum, т.е. писания, посветени на образованието на бъдещия суверен.
Пизанска завоюва своето място в света на придворните, учените, интелектуалците и хората на властта. Тя познава теолога и политика Жан Жерсон (1364 – 1429), вероятно следва неговите житейски съвети и споделя политическите му идеи. Той я подкрепя в спора ѝ с най-известното тогавашно произведение – „Роман за Розата“ на Жан дьо Мьон. В този контекст тя спори с велики интелектуалци като Жан дьо Монтрьой (1354 – 1418) – почитател на древната култура, често наричан „първият френски хуманист“, с Гонтие Кол и Пиер Кол.

### Късни години
През първото десетилетие на 15 век Пизанска е известна писателка във Франция и в чужбина. В периода 1399 – 1418 г., и особено между 1400 и 1410 г., тя пише значителна част от работата си в проза и стихове. Нейните текстове засягат всичките области, разрешени за светските писатели, т.е. всичко без богословието. Те се радват на успех, докато писателката е още жива. Тя не се хвали, когато изтъква добрия прием на книгите си: броят на атестираните ръкописи, както и различните преводи, направени през 15 – 16 век, е значителен. Броят на ръкописите я поставя сред авторите, чиито текстове са най-добре запазени. Самият факт, че принцове и крале приемат нейните произведения и дори ги поръчват, свидетелства, че тя е способна да си създаде име сред писателите и учените на епохата.
През 1418 г., на 53-годишна възраст, Пизанска се оттегля в манастир. След 11 години мълчание, през 1429 г. тя пише най-новата си работа върху съвременницата си Жана д'Арк – първата ентусиазирана поема за Жана д’Арк и единствената съставена, докато тя е все още жива.
Датата на смъртта ѝ е неизвестна, но може би е около 1430 г.

### Семейство
След смъртта на съпруга си Кристина Пизанска има двама сина, дъщеря, майка и племенница, които зависят от нея. Племенницата ѝ се жени през 1405 г. Един от синовете ѝ умира между 1396 и 1399 г. Дъщеря ѝ избира да влезе в манастира в Поаси – доминикански манастир, който приветства благороднички, дъщери на принцове и велики хора.
Синът ѝ Жан (дьо) Кастел търси могъщ закрилник, който да го вземе на служба. Това е Джон Монтегю – 3-ти граф Солзбъри, който идва във Франция през 1396 г. за брака на Изабел дьо Валоа – дъщеря на Шарл VI, с крал Ричард II. Графът е поет и е запознат с писанията на Кристина. Той завежда Жан да бъде отгледан със собствения му син. Вследствие на борбите между английските благородници и крал Ричард II обаче Монтегю е убит. Ричард II пожелава да вземе младия Жан на служба и кани майка му да се присъедини към него. Тя обаче използва дипломацията, за да върне сина си във Франция: тя не се доверява на „нелоялен“. Пизанска се опитва да го настани при Луи Орлеански, чиято резиденция посещава. Накрая на служба го взема Бургундският херцог Филип II Смели, приемайки приноса на делото на Кристина, и му прави в замяна парични подаръци.
Любовта към знанието и поезията се предава в семейството на Кристина. Синът ѝ Жан дьо Кастел се интегрира в двора благодарение на Бургундския херцог. Когато обаче Париж попада в ръцете на бургундците през 1418 г., той бяга от там и се присъединява към дофина Шарл в Бурж, оставяйки съпругата си и трите им деца. По време на тази раздяла той написва дълго стихотворение, смесващо политически теми и любовна жалба: Le Pin. Жан умира през 1425 г. Когато Шарл VII се завръща в столицата, онези, които са му били верни, са възнаградени. Така първият внук на Кристина прави кариера в служба на краля. Вторият ѝ внук – Жан дьо Кастел става бенедиктински монах и е автор на поетични произведения и текстове по морална и религиозна философия на френски и на латински език. През 1461 г. Луи XI го прави свой официален хроникьор.

## Творчество

### Общи характеристики
Кристина Пизанска е преди всичко поетеса. Tова е първият начин за нея да бъде забелязана от владетелите меценати, защото техният двор има особено предпочитание към поетичните игри на придворната литература. Тя възпява любовта на нещастните съдби, но не злоупотребява с това, защото знае, че нейните читатели предпочитат изпълнените с любов песни. Чрез поезията си тя полага основите на авторитета си като писателка – най-ефективният начин за навлизане в литературния свят за жена от висшето общество.
Нейните стихове са организирани в сборници според повествователна рамка, като много от тях са взети директно от личния ѝ опит, като напр. Seulette suy et seulette vueil estr. Според френския писател Жак Рубо тя „несъмнено е достигнала един от върховете на баладното изкуство; тя има забележителна оригиналност на формата“.
Пизанска също така пише писма. Тя пише частни и обществени писма и понякога ги добавя към своите художествени книги като преки действия, в дебати, повече или по-малко предназначени за широката общественост. Тя използва този метод по-специално в дебата върху „Роман за Розата“ на Жан дьо Мьон. Някои гледат на тази нейна намеса като манифест в примитивна форма на феминисткото движение. Всъщност нейните творби Epistre au Dieu d'Amours (1399) и Dit de la rose (1402) – критика към втората част на „Роман на Розата“ предизвикват значителни сътресения в интелигенцията по онова време.
Този „предфеминистки“ аспект може да се види и в нейните дидактически и образователни произведения. Тя обича да напомня, че жените, тъй като са майки, упражняват функция на училищното образование, но също така и на религиозното и моралното възпитание, и налагат правилата за съвместен живот в семейството. Всички видове ползи произтичат от тези техни умения, включително вкусът към мира и хармонията, които жените впоследствие могат да разпространят в социалното тяло. Творбата ѝ, която получава най-топъл прием в тази област, е Epistre Othea, представена като писмо на богинята Отея до 15-годишния Хектор от Троя, за да го образова.
След това Пизанска разширява амбициите си и се насочва от сборници с пословици или препоръки към трактати, задълбочаващи социалните, политическите и моралните ѝ разсъждения. През първото десетилетие на 15 век тя развива удивителна писателска дейност поради количеството и разнообразието на произведенията си, след което забавя темпото: „Книга на пътя на дългото учене“ (Le Livre du chemin de lonc estude, 1403), „Книгата на промяната на късмета“ (Le Livre de la Mutation de Fortune, 1403), „Градът на дамите“ (La Cité des dames, 1405), „Книгата на трите добродетели за преподаване на дамите“ (Le Livre des trois vertus à l'enseignement des dames, 1405), L'Advision (1405), „Книгата на предпазливостта“ (Le Livre de Prudence) (1406), Le Livre de la Prod'homie de l'homme (1406) и Le Livre du Corps de Policie (1406 – 1407). Осъждайки унищожаването и разпадането на кралството по време на Гражданската война между Арманяците и Бургундците, през 1404 г. по молба на херцог Филип II Бургундски Пизанска пише майсторско и ценно произведение за настоящите историци – „Книга за делата и добрите нрави на мъдрия крал Шарл V“ (Le Livre des fais et bonnes meurs du sage Roy Charles V). Това е биография, богата на подробности за управлението на нейния покровител – френският крал Шарл V.
Тя пише и други видове произведения – военни и религиозни, които са на границата на областите, запазени за мъже. Във военната област тя пише „Книга на подвизите и рицарството“ (Le Livre des faits d'armes et de chevalerie). Въпреки това Пизанска казва, че много мъже са открили, че прекрачва границата. Религиозната област е по-отворена за нея. Тя написва „Молитва към Дева Мария“ (Oraison à Nostre Dame, 1402/1403), „Петнадесетте радости на Богородица“ (Quinze joyes Notre Dame) и „Часовете на размисъл за Страстите Господни“ (Les heures de contemplacion sur la Passion de Nostre Seigneur). Тя също така не се поколебава да изрази мнението си за политиката с „Послание до кралица Изабо“ (Épître à la reine Isabeau).
Повечето от творбите ѝ са запазени в ръкописи с автограф, както е показано от изследователската работа на Charity Cannon Willard, Gilbert Ouy и Christine M. Reno, която е много рядко за периода.

### „Градът на дамите“
Написана през зимните месеци между 1404 и 1405 г. „Книгата на Града на дамите“ (Livre de la Cité des Dames) е може би най-известната творба на Кристина Пизанска. Написана е в отговор на произведенията „За известните жени“ (De mulieribus claris) на Джовани Бокачо, „Роман за Розата“ на Жан дьо Мьон (който обрисува жените единствено като съблазнителки) и творбите на философа Матеоло, като както и в отговор на други текстове, враждебни към жените, изтъкани, според тях, от съмнение, меланхолия и невъздържаност. Кристина е неприятно впечатлена от това и поставя въпроса за обсъждане в двора.
| „ | Изглежда, че всички говорят с една и съща уста, всички са съгласни в едно и също заключение, че поведението на жените е склонно към всякакъв вид пороци. | “ |

Вместо това тя представя утопично и алегорично общество, в което думата дама показва жена не с благородническа кръв, а с благороден дух. В укрепения град, построен според индикациите за Разума, Правдата и Справедливостта писателката включва голям брой светици, героини, поетеси, учени, кралици и др., които дават пример за огромния, творчески и незаменим потенциал, който жените могат да предложат на обществото.

Тук влизат Семирамида и Дидона – основателките на Вавилон и Картаген, героинята Гризелда, Лукреция, която се самоубива след изнасилване и която предлага възможността да издаде справедлив и свят закон, който осъжда изнасилвачите на смърт, Пентезилея, която се противопоставя на варварството.
Централна в произведението е темата за образованието на жените, която Кристина Пизанска смята за фундаментална. Невъзможността им да учат, съчетана с изолацията им у дома, са причината за предполагаемата непълноценност на жените и отсъствието им от културната сцена. Но става въпрос не за естествена, а за културна непълноценност, както може да се предположи от различните примери, приведени от писателката: Сафо, Фалтония Бетиция Проба, Ортензия и др., понеже
| „ | Една интелигентна жена може да прави всичко и мъжете дори биха се подразнили, ако една жена знае повече от тях. | “ |

Очевидно вдъхновено от Августин Блажени „За Божия град“ на Августин Блажени, произведението е лесно за четене въпреки високото ниво на знания и култура. За него Пизанска казва:
| „ | Сигурна съм, че това произведение ще накара злословещите да бъбрят дълго. | “ |

### Произведения
- Различни стихотворения от периода 1339 – 1402 г.: Cent ballades, Virelays, Balades d'estrange façon, Ballades de divers propos, Les complaintes amoureuses, Lays, Rondeaux, Jeux à vendre
- Epistre au Dieu d'amours, 1399
- Le Débat de deux amans, c. 1400
- Le Livre des trois jugemens, c. 1400
- Le Livre du dit de Poissy, 1400
- Epistre Othea, 1401
- Epistres du Débat sur le Roman de la Rose, 1401
- Le Dit de la rose, 1402
- Oraison Nostre Dame, 1402 – 1403
- Oraison de Nostre Seigneur, 1402 – 1403
- Cent Ballades d'amant et de dame, 1402 – 1410
- Les Complaintes amoureuses, 1402 – 1410
- Le Chemin de longue estude, 1403
- Le Dit de la pastoure, 1403
- Le Livre de la Mutation de fortune, 1403
- Le Livre des Fais et bonnes meurs du sage roy Charles V, 1404
- Epistre à Eustache Morel, 1404
- Le Livre du Duc des vrais amants, 1404 – 1405
- La Cité des dames, 1404 – 1405
- Le Livre des trois vertus à l'enseignement des dames, 1405
- Epistre à Isabelle de Bavière, 1405
- L'Advision Christine, 1404
- Le Livre de la Prod'homie de l'homme или Le Livre de Prudence, 1405 – 1406
- Le Livre du Corps de Policie, 1406 – 1407
- Les Sept Psaumes allégorisés, 1409
- Les Lamentations sur les maux de la France, 1410
- Le Livre des Faits d'armes et de chevalerie, 1410
- Le Livre de la Paix, 1412 – 1413
- Epistre de la Prison de Vie Humaine, 1416 – 1418, посветена на Мари дьо Бери, херцогиня дьо Бурбон, посветено на Мари дщо Бери, херцогинщ дьо Бурбон, след битката при Агинкур
- Les Heures de la contemplation de la Passion, 1420
- Le Ditié de Jehanne d'Arc, 1429

### Прием

#### Забравено и преоткрито творчество
Кристина Пизанска се радва на голяма популярност във френския двор докато е жива. Богато илюстрираните ръкописи, дошли до нас, свидетелстват за това. Тя обаче не е единодушно приемана от духовниците и академиците, които са уплашени да видят жена да се състезава с тях в областта на знанието и философията. Нейното опровержение на женомразките коментари на Жан дьо Мьон ѝ носят силни атаки от страна на приятелите му.
Френският Ренесанс не я забравя и тя е възхвалявана от поети и писатели. Има няколко причини за това нейно литературно 'оцеляване'. На първо място това е споменът за нея, поддържан от семейството и приятелите ѝ в двора. Освен това до началото на 16 век в литературния свят естетическите изисквания, меценатството и интересът към знанието и изкуствата позволяват на нейното творчество да оцелее. Авторите от Ренесанса обаче свързват нейното име с това на сина ѝ Жан дьо Кастел и понякога са склонни да му приписват нейни произведения. По същия начин те ѝ приписват таланти, които тя не е притежавала (като напр. писане на латински и познаване на старогръцки).
Все пак липсата на името ѝ се забелязва в някои печатни издания, публикувани от парижкия издател Антоан Верар в началото на 16 век, макар че то все още предизвиква възхитата на Клеман Маро. Впоследствие творчеството ѝ изпада в забрава като това на повечето средновековни автори. Едва с раждането на феминисткото усещане и желанието да се реабилитират жените в литературата творчеството на писателката заема полагаещото му се място.
През 19 век историците на литературата са доста снизходителни към нея, а презрителното мнение на френския критик Гюстав Лансон премахва името ѝ за дълго от университетските изследвания.
| „ | Добра дъщеря, добра съпруга, добра майка, освен това една от най-автентичните мъдри жени (с литературни претенции), които е имало в нашата литература, първата от тази непоносима поредица авторки. | “ |
| Bonne fille, bonne épouse, bonne mère, au reste un des plus authentiques bas-bleus qu'il y ait eu dans notre littérature, la première de cette insupportable lignée de femmes auteurs | |   |

В края на Модерната епоха тя е забравена и е отнасяна към обезцененото минало на Средновековието. Френският език е променен и езикът от края на 15 век век вече не е така достъпен за директно четене. Освен това техническите и естетически критерии са толкова променени, че произведенията на Пизанска се считат за остарели, архаични и неясни. Учените обаче разглеждат стари ръкописи, пазят ги, преписват ги за целите на правото, историята и генеалогията.
В края на 19 век и в нач. на 20 произведенията на писателката са преоткрити, а някои от тях са включени в издание, позволяващо творчеството ѝ да достигне до по-широката аудитория. Това преоткриване често се придружава от кратка библиография във въведението, както и от преценки за качествата на личността ѝ и нейното дело. Много френски историци от втората половина на 19 век взимат в предвид Пизанска преди всичко заради нейните стихове и лоялността ѝ към кралството, коренът ѝ на патриотизма, гражданската ѝ добродетел, които трябва да бъдат изучавани и преподавани на всички. Тя е извадена от забвение, но книгите ѝ се четат в светлината на текущите събития. В същото време обаче еволюцията на историята като наука като цяло и тази на средновековната история правят възможни задълбочените изследвания, които възвръщат историческата тежест, по-точно и задълбочено, на нейната личност и дело.
В края на 19 век век и в нач. на 20 век Пизанска е обект на селективен и понякога напълно изкривен прочит. Делото ѝ се използва от феминистките, които изваждат от него идеи и нагласи, които е невъзможно да си представим като приложими по нейно време. То е и обект на национално-консервативна възстановка след поражението от 1871 г. Обратната възстановка е направена и от републиканците, които я превръщат във въплъщение на буржоазните ценности на републиката.
В началото на 20 век проучванията във Франция и Швейцария изкривяват по-малко лицето на Пизанска и имат за цел да разберат по-добре творчеството ѝ, като го разположат в нейната епоха. Отваря се път за изследвания, които се оттърсват от анахроничните връзки между епохата на писателката и тази на нейните историци или коментатори.
По време на Втората световна война Съпротивата използва фигурата на Пизанска подобно на тази на Жана д'Арк, извиквана в редиците на Съпротивата в творбите на Луи Арагон и Жул Супервел: и двете си приличат по патриотизъм; прави се паралел между Франция, разкъсвана от Стогодишната война, и окупираната страна, пресечена от демаркационната линия; припомнянето на стари и преодолени нещастия е начин за запазване на надеждата и продължаване на борбата.
Симон дьо Бовоар и САЩ осигуряват нова известност на Пизанска. В книгата си „Вторият пол“ от 1949 г. дьо Бовоар отбелязва нейната забележителна кариера, минавайки през спора ѝ с „Романа за Розата“:
| „ | За първи път виждаме жена да хване писалката, за да защити пола си. | “ |

В САЩ последиците са значителни и оттам се възражда интересът към нея и във Франция. Например Ани Сюжие от Движението за освобождение на жените (MLF) приема като псевдоним „Ани Пизан“. Този ентусиазъм на американците дава сила на съпътстващото го движение за изследвания на пола, едва забавено от придържането към доста патриархалните средновековни норми на писателката.
От 80-те г. на 20 век е налице възраждане на интереса към Пизанска, измерим с броя на творбите, посветени на нейното творчество. Този неин успех се подкрепя от нарастващия интерес към Средновековието от двете страни на Атлантическия океан и по-специално към някои личности на жени. Освен това голямата феминистка вълна от тези години иска да даде на жените и техните произведения място в официалната култура. Така „Книгата на Града на дамите“ придобива фундаментално измерение. Тя е преведена на съвременен френски език през 1986 г. от Thérèse Moreau и Éric Hicks и е преиздадена през 1992 и 1996 г. Развитието на Историята на пола също допринася за успеха ѝ.
Името на Кристина Пизанска е високо ценено в социалните мрежи, особено в американските. На Инстаграм с хаштаг depizan има цял набор от предмети, събития, хора, които я почитат по свой собствен начин: нокти, боядисани с изображението ѝ в Шотландия, татуировки, показващи я в Австралия, тениски с нейното име или танцуващи музиканти в Берлин. В Ютюб Aude Gogny-Goubert ѝ посвещава епизод от своя канал Virago. Отвъд Интернет Пизанска присъства и в повечето медии: филми, детски истории, комикси и др. Днес тя има популярна страна, способна да обедини по своето име най-разнообразни начинания.

#### Въпросът за феминизма на Пизанска
Френската историчка от 19 – 20 век Матилд Легъл – една от първите съвременни жени, които се съревновават със съвременниците ѝ мъже, получавайки университетски степени, се интересува от средновековната поетеса и въпроса за феминизма в работата ѝ. В отговор на изложението на Уилям Минто „Кристина Пизанска – средновековна шампионка на своя пол“ (Christine de Pisan, a Medieval Champion of Her Sex), тя пише в монографията си за „Трите добродетели“ глава за „претендирания феминизъм на Кристина Пизанска“. Според нея тя по никакъв начин не е феминистка в съвременния смисъл на думата. Писателката води борба за репутацията на жените, компрометирана от женоненавистни писатели, които ги затрупват с незаслужена критика, но не поставя под съмнение патриархалната структура и етиката на обществото, в което работи. Тя дори настоява за ценности, които според съвременните феминистки допринасят за потисничеството на жените, като целомъдрие и търпение. Според Леглъ целта ѝ не е да нарушава социалния ред: „Това, което Кристина проповядва, не е шепотът, бунтът срещу установените закони или обичаи, а е личната енергия, постоянните усилия за прогонване на злото: избягвайте го, ако е възможно, смекчете го, ако не може да бъде унищожено, или го изтърпете смело, ако е по-силно от човешката воля." Леглъ все пак разпознава „ембриона на феминизма“ в следния пасаж от „Градът на дамите“:
| „ | Ако обичаят беше да се пускат малките дъщери на училище и ако на тях обикновено им се преподаваха науките, както правят със синовете, те също биха учили перфектно и биха разбрали тънкостите на всички изкуства и науки и как те действат. | “ |

Въпреки подобна теза интересът към феминизма на Пизанска заема важно място в критиката от края на 20 век. Френският медиевист Régine Pernoud напр. я вижда като авангардна феминистка, понеже тя отдава интелектуалното неравенство между мъжете и жените не на природата, а на образованието и на представите за себе си, предоставени на жените от доминиращия женомразки дискурс. Тази тема е до голяма степен подхваната от изследванията на пола през 70-те години на 20 век. По подобен начин Елиан Виено подчертава важната ѝ роля в защитата на правата на жените по нейно време.
Характеристиките на Пизанска, които се харесват на феминистките, са: изобличаването на мъжкото насилие над жените; заедно със Симон дьо Бовоар тя е смятана за първата жена, която пише в защита на своя пол; използва женски род за имена на функции; някои нейни разсъждения приличат на онова, което днес се нарича небинарност; нейният женски пантеон в „Градът на дамите“, с постоянна практика на сестринство, похвалите ѝ за нейната съвременничка Жана д'Арк; нейната борба за образованието на момичета.
Характеристиките, които я отдалечават от феминистките движения, са: известна предполагаема предпазливост (в противовес на феминистките); придържането ѝ към средновековните норми, които днес се считат за патриархални.
Историците по-скоро настояват за необходимостта творбите на Пизанска да бъдат поставени в историческа перспектива: „феминизмът на Кристина – жена от 15 век, може да се разгърне само в този контекст".

## Наследство
Пизанска публикува 41 известни произведения в поезия и проза приживе и печели слава в цяла Европа като първата професионална писателка. Тя постига такова надежност, че кралските особи си поръчват нейната проза, а съвременните ѝ интелектуалци имат копия от нейните произведения в своите библиотеки.
След смъртта ѝ през 1430 г. влиянието ѝ е признато от различни автори и нейните творби остават популярни. Книгата ѝ за Града на дамите продължава да излиза. Португалски и холандски издания на това произведение съществуват от 15 век, а френски все още има през 1536 г. То излиза и на английски език през 1521 г.
„Книгата на трите добродетели“ (Le Livre des trois vertus) се превръща във важна отправна точка за кралиците през 15 и 16 век. Ан дьо Божьо, която е регентка на Франция, я използва като основа за своята книга от 1504 г. Enseignemens, написана за дъщеря ѝ Сузана – херцогиня на Бурбон, която, като наследница по бащина линия на бурбонските земи, става сърегентка. Съветите на Пизанска към принцесите са преведени и разпространявани като ръкопис или печатна книга сред кралските семейства на Франция и Португалия. „Градът на дамите“ е признат и посочен от френските писателки от 16 век, сред които Ан дьо Божьо, Габриела Бурбонска, Маргарита Наварска и Жоржет дьо Монтене.
Политическите писания на Пизанска също получават известно внимание. На „Книгата на мира“ (Livre de la paix) се позовава френският хуманист Габриел Ноде, а на личността ѝ са посветени големи статии във френските енциклопедии на Дени Дидро, Луи Морери и Проспер Маршан. През 1470 г. френският военен деец Жан V дьо Бьой възпроизвежда подробните разкази на писателката за армиите и материалите, необходими за защита на замък или град срещу обсада в Le Juvence. Livre des fais d'armes et de chevalerie е публикувана в пълното си издание от френския книгопечатар Антоан Верар през 1488 г., но той твърди, че това е неговият превод на Флавий Вегеций Ренат. Филип Льо Ноар е автор на съкратената версия на книгата на Пизанска през 1527 г. със заглавието L'Arbre des Batailles et fleur de chevalerie („Дървото на битките и цветето на рицарството“). Тя е преведена и на английски от Уилям Какстън за крал Хенри VII през 1489 г. и е публикувана като печатна книга под заглавието The Book of Feats of Arms and of Chivalry една година по-късно, не споменавайки авторството на Пизанска. Тя не е спомената и в английските издания на La Cité des dames и Livre du corps de policie, отпечатани през 1521 г. Английската кралица Елизабет I има в дворцовата си библиотека копие от „Книгата на Града на дамите“, „Писмо на Отея до Хектор“ и „Книгата за подвизи и рицарството“. Сред нейните притежания са и гоблени със сцени от Града на дамите. Когато обаче в началото на 19 век Раймонд Томаси публикува обзор на политическите писания на Пизанска, той отбелязва, че съвременните издания на тези писания не са публикувани и че като политически теоретичка тя е изпаднала в неизвестност.
Французойките Сюзан Соленте, Матилд Легъл и Мари-Жозеф Пине са считани за възродителки на делото на Пизанска през 20 век – писателка, която е бил забравена във Франция, но забелязана другаде. Легъл забелязва, че произведенията ѝ не са преведени на испански, но други писатели са заимствали много от нейната работа.
Докато смесицата от антична философия и хуманистични идеали на Пизанска е в съответствие със стила на други популярни автори по онова време, нейната откровена защита на жените е аномалия. В произведенията си тя защитава жените срещу популярни женоненавистни текстове като „Изкуството на любовта“ на Овидий, „Роман на розата“ на Жан дьо Мьон и „Плачове“ на Матеол Болонски (Liber lamentationum Matheoluli).
Нейният активизъм привлича очарованието на съвременните феминистки. Симон дьо Бовоар пише през 1949 г., че Épître au Dieu d'Amour е „първият път, когато виждаме жена да вдига писалката си в защита на пола си“.
Кристина Пизанска е една от 39-те седящи гости в произведението на съвременното изкуство The Dinner Party (1979) на Джуди Чикаго. През 80-те г. на 20 век Сандра Хиндман публикува изследване на политическите събития, посочени в обясненията на публикуваните творби на Пизанска.
На нейно име във Франция са наречени:
- Хибридна роза (Christine de Pisan – hybride rosa polyantha)[43]
- Много пътни артерии (алея, улица, булевард), като улица Кристин дьо Пизан в 17-ти район на Париж[44]
- Колеж в Перт (в департамент Сен е Марн) и колеж в Олне су Боа.[45]